# Physalis solanaceus
Physalis solanaceus är en potatisväxtart som först beskrevs av Diederich Franz Leonhard von Schlechtendal, och fick sitt nu gällande namn av B. Axelius. Physalis solanaceus ingår i släktet lyktörter, och familjen potatisväxter. Inga underarter finns listade i Catalogue of Life.